# Stanislav Šilhán
Stanislav Šilhán ("Vagón"; 21. prosince 1954 – 1. listopadu 2008), byl český horolezec, podnikatel ve velko- a maloobchodu a později také horolezecký funkcionář.
Jako mladík začínal lézt v Jizerských horách a na pískovcových skalách Českého ráje. Je autorem velkého množství prvovýstupů jak v Českých pískovcích, tak v Jizerských horách, svoje cesty má i v Sasku, Alpách (Bergell, Cesta Kvetov a Bielym pásom s Igorem Kollerem). Později se dostal až do Himálaje, z osmitisícových vrcholů vystoupil na Dhaulágirí, Čo Oju, Šiša Pangmu a Gašerbrum I, účastnil se expedice na Annapúrnu. V devadesátých letech založil (velko)obchod s vybavením pro horolezce a výškové pracovníky Vertical sport (později Vertical trade). Byl řadu let členem výkonného výboru Českého horolezeckého svazu, komise alpinismu a vrcholové komise. Přezdívku Vagón si vysloužil svou velkou aktivitou, říkalo se, že se do lezení vrhá jak utržený vagón.

## Ocenění
- sněžný leopard
- 1985 – výstup roku za dvě pískovcové cesty s Jindřichem Hudečkem
  - Ohne Angst, Xa RP, Hohe Wand, Schmilka, Sasko
  - Rákoska, IXc-Xa, S stěna, Pavlač, Klokočí, Český ráj[2]

## Výstupy

### Himálaj
- Dhaulágirí (8 167 m n. m.)
- Čo Oju (8 201 m n. m.)
- Šiša Pangma (8 027 m n. m.)
- Gašerbrum I (8 068 m n. m.)

### Pamír
- Štít Ismaela Samáního (7 495 m)
- Avicennův štít (7 134 m)
- Štít Korženěvské (7 105 m)

### Ťan-šan
- Štít vítězství (7 439 m)
- Chan Tengri (6 995 m)